# Hallescher FC
Hallescher Fußball Club – niemiecki klub piłkarski, mający swoją siedzibę w mieście Halle leżącym w Saksonii-Anhalt w środku kraju.

## Historia
Chronologia nazw:
- 18.09.1954: SC Chemie Halle-Leuna
- 1957: SC Chemie Halle
- 26.01.1966: FC Chemie Halle
- 1991: Hallescher Fußball Club

Piłkarski klub SC Chemie Halle-Leuna został założony w Halle 18 września 1954 roku. Zgodnie z reformą strukturalną klubów sportowych przez kierownictwo sportu NRD do klubu dołączono wiele sekcji piłkarskich z miejscowych klubów, m.in. z Turbine Halle. W 1956 klub zdobył Puchar NRD. Sukces ten udało się powtórzyć w 1962 roku. Zgodnie z „tradycją”, jaka panowała w NRD, klub często zmieniał nazwę. Już od 1957 nowa nazwa klubu brzmiała SC Chemie Halle. W 1958 do klubu dołączył HSG Wissenschaft Halle.
W 1965 roku rozpoczęła się nowa fala restrukturyzacji klubów sportowych NRD, fuzje klubów sportowych rozpadały się i ponownie zostały założone nowe kluby piłkarskie. W ten sposób, 26 stycznia 1966 została założona FC Chemie Halle. Klub grał regularnie w pierwszej lidze NRD, plasując się przeważnie w okolicach środka tabeli. Zdarzały się także spadki do drugiej ligi. Najlepszym ligowym osiągnięciem było 3. miejsce w sezonie 1970/71, co pozwoliło na występ w Pucharze UEFA.
Po zjednoczeniu Niemiec w 1990, oraz po połączeniu ligi zachodnioniemieckiej z ligą NRD, klub przystąpił do rozgrywek II ligi niemieckiej (2. Fußball-Bundesliga) pod obecną nazwą – Hallescher FC. Późniejsza słabsza postawa sprawiła, że klub spadł do V ligi (Verbandsliga Sachsen-Anhalt). Później grał w IV lidze niemieckiej (NOFV-Oberliga Süd).
W sezonie 2013/2014 klub rozpoczął rozgrywki w 3. Lidze.

## Sukcesy

### Trofea międzynarodowe
| \| \| Zdobyte trofea w rozgrywkach międzynarodowych (stan na: 13-07-2020) \| |                                                                     |      |                  |
| Rozgrywki                                                                    | Osiągnięcie                                                         | Razy | Sezon(y)         |
| · Liga Mistrzów · (Puchar Europy)                                            | zdobywca                                                            | 0    |                  |
| · Liga Mistrzów · (Puchar Europy)                                            | finalista                                                           | 0    |                  |
| · Liga Europy · (Puchar UEFA)                                                | zdobywca                                                            | 0    |                  |
| · Liga Europy · (Puchar UEFA)                                                | finalista                                                           | 0    |                  |
| · Liga Europy · (Puchar UEFA)                                                | 1 runda (1/16)                                                      | 2    | 1971/72, 1991/92 |
| · Puchar Zdobywców                                                           | zdobywca                                                            | 0    |                  |
| · Puchar Zdobywców                                                           | finalista                                                           | 0    |                  |
| · Puchar Zdobywców                                                           | runda kw. (1/16)                                                    | 1    | 1962/63          |
| FIFA                                                                         | Zdobyte trofea w rozgrywkach międzynarodowych (stan na: 13-07-2020) |      |                  |

### Trofea krajowe
| \| \| Zdobyte trofea w rozgrywkach Niemiec (stan na: 22-05-2021) \| |                                                            |      |               |
| Rozgrywki                                                           | Osiągnięcie                                                | Razy | Sezon(y)      |
| · Mistrzostwo                                                       | I miejsce                                                  | 0    |               |
| · Mistrzostwo                                                       | II miejsce                                                 | 0    |               |
| · Mistrzostwo                                                       | III miejsce                                                | 1    | 1971          |
| · Puchar                                                            | zdobywca                                                   | 2    | 1956, 1961/62 |
| · Puchar                                                            | finalista                                                  | 0    |               |
| II liga                                                             | I miejsce                                                  | 0    |               |
| II liga                                                             | II miejsce                                                 | 0    |               |
| II liga                                                             | III miejsce                                                | 0    |               |
|                                                                     | Zdobyte trofea w rozgrywkach Niemiec (stan na: 22-05-2021) |      |               |

## Europejskie puchary
Legenda do wszystkich tabel:
- Q – runda eliminacyjna, 1/16, 1/8, 1/4, 1/2 – odpowiednia faza rozgrywek, Grupa – runda grupowa, 1r gr – pierwsza runda grupowa, 2r gr – druga runda grupowa, F – finał, R – runda, PO – play-off
- k. – rzuty karne, los. – losowanie, Dogr. – dogrywka, w. – zasada bramek strzelonych na wyjeździe

| Sezon   | Rozgrywki                 | Runda | Przeciwnik     | Dom | Wyjazd | Ogólnie |
| ------- | ------------------------- | ----- | -------------- | --- | ------ | ------- |
| 1962/63 | Puchar Zdobywców Pucharów | Q     | OFK Beograd    | 3–3 | 0–2    | 3–5     |
| 1971/72 | Puchar UEFA               | 1R    | PSV Eindhoven  | 0–0 |        | –       |
| 1991/92 | Puchar UEFA               | 1R    | Torpedo Moskwa | 2–1 | 0–3    | 2–4     |

## Stadion
Klub rozgrywa swoje mecze domowe na stadionie Erdgas Sportpark w Halle, który może pomieścić 15 057 widzów.